# Гожкув (гмина)
Гожкув (пол. Gorzków) — сельская гмина (волость) в Польше, входит как административная единица в Красноставский повет, Люблинское воеводство. Население — 4149 человек (на 2004 год).

## Соседние гмины
1. Гмина Избица
2. Гмина Красныстав
3. Гмина Лопенник-Гурны
4. Гмина Рудник
5. Гмина Рыбчевице
6. Гмина Жулкевка